# CcTLD
De afkorting ccTLD staat voor het Engelse country code top-level domain. Een ccTLD is een topleveldomein dat op het hoogste niveau is vastgelegd. CcTLDs worden uitsluitend uitgegeven voor landen en autonome regio's. Dit in tegenstelling tot generieke topleveldomeinen (gTLDs), die door bedrijven en organisaties kunnen worden aangevraagd.
Een ccTLD bestaat altijd uit twee letters, deze zijn gedefinieerd volgens de tweeletterige landcodes. Uitzondering hierop zijn IDN-ccTLDs, waarbij de landcode in het lokale schrift wordt geplaatst.
Bij het verdwijnen van een land en bijhorende landcode, kan een ccTLD ook worden verwijderd. Een voorbeeld is .an voor de Nederlandse Antillen, dat in 2015, vijf jaar na opheffing van het land, werd verwijderd.
Voorbeelden van ccTLDs zijn .be voor België, .nl voor Nederland, .lu voor Luxemburg.